# 데피닛
데피닛 (Deffinite, 본명: 박동진, 1986년 2월 20일 ~ ) 은 대한민국의 힙합 뮤지션이다. 1999년부터 활동을 시작하였으며, 2003년부터 Sunday 2PM의 멤버로 정식 데뷔하였다. Sunday 2PM은 이후 CMYK라는 이름으로 재편되었으며, Deffinite은 2011년 10월에 Blockbuster Records 해체된 후, Factory BOi Production의 소속으로 활동을 하고 있다.

## 바이오그래피
Deffinite은 1998년부터 힙합에 본격적으로 관심을 가졌으며, 특히 Pharoahe Monch 등의 래퍼의 음악에 빠져들었다. 그는 1999년 크루 FPClan에 들어갔으며, 신기란 이름으로 활동하던 중 지백을 만나게 되었다. 이 둘은 이후 비트메이커 Twodeckz을 만나 2003년 Sunday 2PM을 결성하였다. 신기는 Sunday 2PM의 멤버로 클럽 마루, 클럽 Slug.er에서 활동하였으며, 2005년에는 첫 앨범을 발표하기에 이르렀다. 이 앨범으로 시작된 인연은 2006년 Blockbuster Records의 설립으로 이어졌다.
이 즈음 지백은 대학 입시와 군복무 등으로 활동이 줄어들면서 신기의 활동이 두드러졌다. 2006년 초, 신기는 Batu란 이름으로 031 Project의 앨범에 참여하기도 하였으나, 곧 이름을 Deffinite으로 바꾸고 Blockbuster Records의 설립과 함께 첫 솔로 앨범 준비에 돌입하였다. 이 앨범은 2006년 10월 발매되었으며, 앨범 쇼케이스와 함께 Blockbuster Records의 단체 공연이 처음으로 열리기도 하였다. 앨범 활동이 마무리된 후, Deffinite은 호주에서 유학을 하면서 학업에 열중하였다.
그는 2008년 12월 Sunday 2PM의 새 싱글로 다시 모습을 드러냈으며, 2009년 3월 지백의 제대와 함께 다시 Sunday 2PM으로 더 활발한 활동을 펼쳤다. 셋은 2010년 12월 앨범을 발표하여 메인스트림 데뷔를 하였으며, Deffinite은 "랩 잘 하는 애"라는 슬로건으로 활동하였다. 이후 몇 장의 디지털 싱글을 발표한 Sunday 2PM은, 2011년 10월 블록버스터 레코드의 해체와 함께 무소속으로 전향하였으며, 11월 새 멤버 미카엘천재를 영입하여 다음 정규 앨범을 준비하였다. 2012년 Sunday 2PM은 Factory BOi Production에 합류하면서 팀 이름을 CMYK로 바꾸었으며, 현재까지 활동을 이어가고 있다.
대표곡: D-Code, Breakdown, Finding You, 예뻐보이네

## 디스코그래피
- 2006년 정규 앨범 D-Code
- 2014년 디지털 싱글 Finding You
- 2014년 디지털 싱글 예뻐보이네

## 이슈

### 아웃사이더를 향한 디스
Big Sean의 Control 곡 반주에 수많은 래퍼들이 디스곡을 발표했던 "컨트롤 대란"에서, 8월 23일 지백은 아웃사이더를 디스하는 Lose Control이란 곡을 발표하였다. 이 곡에서 지백은 아웃사이더를 '대장놀이 오타쿠' '사기꾼' 등으로 지목하면서 "몰랐지 그땐 사무실 월세 내는 게, 매니저형 집 보증금이 내 투자금인게. 몇 천이라던 투자금이 단 오백이었던게. 당연한 줄 알았던 그 형제란 핑계" 등의 가사로 디스하였다. 이어 26일에는 Deffinite이 Out of Control이란 곡으로 다시 아웃사이더를 디스하였는데, "니 친구가 빼돌려 준 정산서를 들췄더니 자꾸만 늘어나는 투자금" 등 아웃사이더가 자신들을 속였다는 내용이 주를 이루었다. 이에 대한 아웃사이더의 반격곡은 없었으며, "인신공격이고 말이 안 되는 얘기"라며 "과거에 합의되었던 부분을 괜히 들추어냈다"며 반격을 할 가치가 없다고 못 박았다.

## 이름
- 신기는 Deffinite이 데뷔 당시 사용하던 이름으로 현재는 쓰지 않고 있다.
- Batu는 2006년 초에 잠깐 Deffinite이 사용하였던 이름이며, 순한글로 '가까이'라는 뜻의 단어이다.
- Deffinite은 'definite', 즉 확실하게 청자를 감동시킬 수 있다는 의미에서 나온 것이다.[9]

## 스타일
Deffinite은 초창기나 현재나 속사포 랩을 중심으로 하는 랩 플로우를 선보였다. 다만 초창기에는 조금 더 발음이 강조되는 스타일이었던 반면, 솔로 앨범을 발표할 당시에는 발음을 부드럽게 하여 더욱 속도감이 느껴지는 랩을 선보였다. 하지만 이런 랩 스타일은 때로는 전달력을 약화시킨다는 비판에 직면하기도 하였다.